# جدعون ليفي

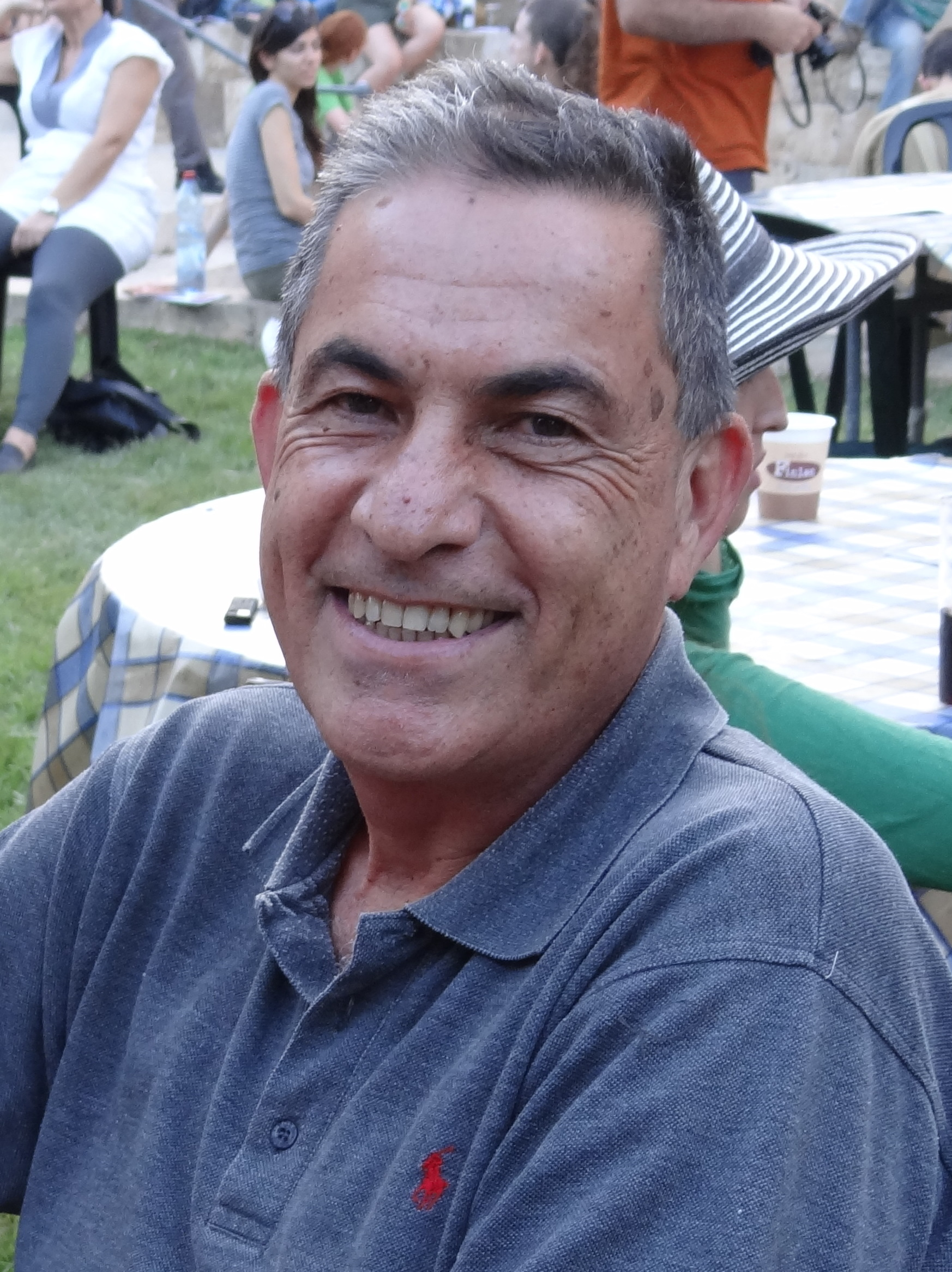
جدعون ليفي في عام 2011

جدعون ليفي (بالعبرية: גדעון לוי‏) (من مواليد 1953) هو صحفي إسرائيلي. يكتب مقالات تركز غالباً على الاحتلال الإسرائيلي للأراضي الفلسطينية. وهو محسوب على اليسار الإسرائيلي، يصفه البعض بأنه «صحفي بطل» واخرون بأنه «ناشر للدعاية» لحركة حماس.

## حياته
ولد ليفي في عام 1953 في تل أبيب، وهو ابن لمهاجرين يهود من تشيكوسلوفاكيا السابقة.
يعيش في حي رمات، أحد ضواحي تل أبيب.
مطلق وأب لولدين يقول أنهما لا يشاركانه أفكاره وحتى أنهما لا يقرآن مقالاته.

## عمله الإعلامي
في عام 1974، تم تجنيد ليفي في جيش الدفاع الإسرائيلي حيث عمل كمراسل لإذاعة هذا الجيش.
عمل من 1978 حتى 1982 مساعدا لشيمعون بيريز، الذي أصبح زعيماً لاحقاً لحزب العمل الإسرائيلي.
في عام 1982، بدأ في الكتابة لصحيفة هآرتس اليومية الإسرائيلية.
كان مساعدا لرئيس تحرير الصحيفة نفسها بين الأعوام 1983-1987 وعلى الرغم من تغطيته للصراع العربي الإسرائيلي، فهو لا يتكلم اللغة العربية.
في عام 1988 كتب ليفي أول مقال عن معاناة الفلسطينيين بعنوان «منطقة الشفق».
في عام 2004، نشر ليفي مجموعة من المقالات بعنوان منطقة الشفق - الحياة والموت تحت الاحتلال الإسرائيلي مع حاييم يافين، الذي شارك في تحرير، سلسلة وثائقية عن يهود روسيا بعد سقوط الشيوعية.
ظهر ليفي في العديد من البرامج الحوارية على محطات الكايبل والتلفزيون الإسرائيلي.
يقول ليفي أن وجهات نظره بشأن سياسات إسرائيل تجاه الفلسطينيين بدأت فقط بعد انضمامه إلى صحيفة هآرتس.
يقول «عندما بدأت لأول مرة تغطية أخبار الضفة الغربية فة هآرتس، كنت صغيرًا. ولدي أفكار مسبقة وجاهزة».
وقال في مقابلة أخرى «كنت أرى المستوطنين يقطعون اشجار الزيتون والجنود يسيئون معاملة النساء الفلسطينيات على الحواجز، وأنا كنت على ثقة بأن ما يحصل هو استثناءات، لا تشكل جزءاً من سياسة الحكومة» وتابع ليفي «استغرق الأمر وقتاً طويلاً لمعرفة أن هذه ليست استثناءات - كانت جوهر سياسة الحكومة».
آراؤه وأفكاره
يصف ليفي نفسه بأنه وطني إسرائيلي وهو ينتقد ما يسميه «العمى الأخلاقي» لدى الإسرائيليين ونتائجه على مستوى الحرب والاحتلال.
يسمّي بناء المستوطنات على أراض فلسطينية بأنها «المؤسسة الأكثر إجرامية في تاريخ إسرائيل».
عارض حرب لبنان عام 2006، حيث اعتبر الإسرائيليون أن عدد الضحايا بين المدنيين لا مفر منه.
في عام 2007، قال إن محنة الفلسطينيين في قطاع غزة تحت الحصار الإسرائيلي، جعلته يخجل من أنه إسرائيلي.
يلخّص ليفي دوره فيقول "مهمتي المتواضعة هي أن أمنع الإسرائيليين من الوصول إلى يوم يقولون فيه " لم نكن نعرف ".
يدعم ليفي الانسحاب أحادي الجانب من الأراضي الفلسطينية المحتلة دون تنازلات.
يقول: نحن لا نريد لإسرائيل أن تعطي، على إسرائيل أن ترجع أراضي الفلسطينيين المسروقة وتعينهم على استعادة احترامهم للذات، جنباً إلى جنب مع حقوق الإنسان الأساسية والإنسانية.
كتب ليفي أن الحرب على غزة كانت حملة فاشلة ولم تحقق أهدافها. «والنتيجة هي أن إسرائيل دولة عنيفة وخطرة، وخالية من كل القيود وتتجاهل بشكل صارخ قرارات مجلس الأمن التابع للأمم المتحدة».
في عام 2010، وصف ليفي حركة حماس بأنها منظمة أصولية وحمّلها مسؤولية إطلاق صواريخ القسام على المدن الإسرائيلية، قائلاً «نلوم حماس على إطلاقها صواريخ القسام وهذا أمر لا يطاق...لا يوجد دولة ذات سيادة يمكن أن تتسامح ذلك... إن إسرائيل لها الحق.. في الرد».

## أعماله المنشورة
الشفق زون - الحياة والموت في ظل الاحتلال الإسرائيلي.
معاقبة غزة

## مقتطفات من أعماله
في يوم الأحد الثاني من نيسان أبريل 2017 نشر جدعون ليفي مقالاً في صحيفة هاآرتس بعنوان «سفيرة الولايات المتحدة في الامم المتحدة نيكي هايلي أكثر إسرائيلية ويمينية من نتنياهو وبينيت وليبرمان» وقال بأن نيكي هالي سفيرة ترامب في الأمم المتحدة جاهلة بالقضية الفلسطينية وحقوق الشعب الفلسطيني 

## جوائز
نال جدعون ليفي جائزة لايبزغ لوسائل الإعلام عام 2003 وجائزة الصحفي الأورومتوسطي للحوار بين الثقافات 2007 كما نال جائزة الإعلام في الملتقى السنوي الثامن لتوزيع جوائز الإعلام الدولي في 2012.

## روابط خارجية
- جدعون ليفي على موقع IMDb (الإنجليزية)
- جدعون ليفي على موقع قاعدة بيانات الأفلام السويدية (السويدية)
- جدعون ليفي على موقع كينوبويسك (الروسية)